# Barton Beds
Per Barton Beds o Argille di Barton si intende una serie di 14 livelli di argille brune incoerenti, intercalate a livelli di sabbie, di età Eocene medio (Bartoniano). I Barton Beds affiorano nel bacino terziario dell'Hampshire, con esposizioni particolarmente belle sulle scogliere di Barton, Hordwell e dell'Isola di Wight. Quest'area, durante l'Eocene era ricoperta da un mare interno ed il clima era più caldo dell'attuale.
Al di sopra delle Argille di Barton, con ricco contenuto fossilifero che raggiunge le 600 specie, c'è una serie sabbiosa,molto meno ricca di fossili, detta delle Sabbie di Headon o Sabbie di Barton. Questi nomi sono entrambi preferibili al termine "Upper Bagshot Beds" che è stato a volte usato per queste sabbie. I Barton Beds non si trovano nel bacino di Londra, dove gli Upper Bagshot Beds corrispondono probabilmente ad un orizzonte inferiore rispetto alle Sabbie di Barton. Il termine Bartoniano è stato introdotto da Mayer-Eymar nel 1857 per indicare gli equivalenti continentali della serie suddetta. I fossili più caratteristici sono Fusus longaevus, Volutilithes luctatrix, Ostrea gigantea e Pectunculus (Glycymeris) deleta. Nelle argille di Barton sono stati trovati anche pesci (Lamna, Arius, ecc.) e un coccodrillo (Diplocynodon).
Le sabbie, molto pure, sono usate per la produzione del vetro.